# Dendrolagus stellarum
Dendrolagus stellarum là một loài động vật có vú trong họ Macropodidae, bộ Hai răng cửa. Loài này được Flannery & Seri mô tả năm 1990.